# Морконе
Морконе (итал. Morcone) — коммуна в Италии, располагается в регионе Кампания, подчиняется административному центру Беневенто.
Население составляет 5466 человек (на 2005 г.), плотность населения составляет 50 чел./км². Занимает площадь 100,4 км². Почтовый индекс — 82026. Телефонный код — 0824.
Покровителем населённого пункта считается San Bernardino da Siena. Праздник ежегодно празднуется 20 мая.